# Onthophagus laevicollis
Onthophagus laevicollis là một loài bọ cánh cứng trong họ Bọ hung (Scarabaeidae).